# Искусство быть стервой
«Искусство быть стервой» (англ. Bitchcraft) — премьерный эпизод третьего сезона телесериала-антологии «Американская история ужасов», премьера которого состоялась 9 октября 2013 года на телеканале FX. Сценаристы — Райан Мёрфи и Брэд Фэлчак, режиссёр — Альфонсо Гомес-Рехон. Название является словослиянием слов bitch и witchcraft.
Эпизод был номинирован на премию «Эмми» за лучшие костюмы в мини-сериале, фильме или спецпрограмме, лучший сценарий и лучшую режиссуру мини-сериала, фильма или драматической программы.
В эпизоде представлена группа из четырёх молодых ведьм, которым дают инструкции о том, как использовать свои силы в школе-интернате в Новом Орлеане, которой управляет Корделия Фокс (Сара Полсон). Флэшбеки рассказывают историю жестокой Дельфины Лалори (Кэти Бэйтс), светской львицы из Нового Орлеана 19-го века, которая уродовала рабов как часть своих ритуалов для продления жизни. В современной сюжетной линии, самая могущественная ведьма в мире и мать Фокс, Фиона Гуд (Джессика Лэнг), откапывает Лалори, чтобы узнать её секреты. Приглашённые звёзды Анджела Бассетт и Габури Сидибе появились в ролях Мари Лаво и Куини, соответственно.
«Искусство быть стервой» стал самым высокорейтинговым эпизодом «Американской истории ужасов», пока через год его рекорд не был побит премьерой четвёртого сезона сериала, «Монстры среди нас». Эпизод имеет рейтинг TV-MA (LSV).

## Сюжет

### 1834
Богатая светская львица, мадам Дельфина Лалори, устраивает в своём особняке экстравагантный званый вечер. После этого Дельфина умывает своё лицо человеческой кровью, взятой у её рабов в качестве косметического средства. Она обнаруживает, что её дочь занималась сексом с рабом Бастьеном. Дельфина приказывает надеть бычью голову на голову Бастьена, чтобы он напоминал Минотавра.
Жрица вуду и любовница Бастьена, Мари Лаво, позже тайком даёт Дельфине выпить зелье, из-за которого она падает без сознания.

### 2013
Зои Бенсон занимается сексом со своим парнем Чарли, в результате чего он умирает от очевидной аневризмы мозга. Благодарю этому становится понятно, что Зои — ведьма. Она отправляется в школу для ведьм в Новом Орлеане под названием Академия Мисс Робишо, где она встречает директрису, Корделию Фокс, которая объясняет, что каждая ведьма обладает своей собственной силой, но в каждом поколении есть всемогущая ведьма, Верховная. Она также упоминает, что ведьму Мисти Дэй сожгли заживо после того, как она воскресила птицу. Другими студентами являются Нэн, которая может читать мысли других; Куини, которая может наносить травмы кому пожелает, нанеся самой себе травмы, не страдая при этом, и она называет себя человеческой куклой вуду; и Мэдисон, бывшая актриса, которая может перемещать объекты своим умом. Мэдисон заводит дружбу с Зои и приглашает её на вечеринку братства, на которой она будет присутствовать этой ночью.
На вечеринке Зои встречает парня из братства, Кайла Спенсера, который мгновенно влюбляется в неё и полон решимости узнать её получше. Между тем, друга Кайла из братства, Арчи Бренер, опоил Мэдисон и, вместе с другими членами братства, насилует её. После этого она в отместку переворачивает их автобус, где был Кайл с другими членами братства.
Фиона Гуд, нынешняя Верховная ведьма и мать Корделии, прибывает в школу, услышав о Мисти. Фиона берёт девочку на экскурсию по особняку Лалори. Гид рассказывает, что тело Лалори никогда не было найдено, но Нэн говорит Фионе, что она может сказать, где похоронена Лалори.
В больнице, Зои обнаруживает, что Кайл умер, но Бренер выжил. Она занимается сексом с его бессознательным телом, намеренно убивая его в отместку, снова вызвав аневризму мозга.
В эту же ночь Фиона откапывает живую Лалори.

## Реакция
Во время премьерного показа в США, «Искусство быть стервой» посмотрели 5,54 миллиона зрителей с долей 3,0 среди категории возраста 18-49 лет, что делает его самым высокорейтинговым эпизодом во всей «Американской истории ужасов», пока не наступила премьера четвёртого сезона сериала, «Монстры среди нас».
На сайте Rotten Tomatoes эпизод получил рейтинг 80%, на основе 15 отзывов. Критический консенсус сайта гласит: «„Искусство быть стервой“ даёт толчок „Американской истории ужасов: Шабаш“ с амбициозной установкой, живыми персонажами и стилизированным экшеном, хотя общее повествование может чувствоваться слабее, чем предполагалось». В «Entertainment Weekly» оценили эпизод на A-, написав: «Начало сезона, „Искусство быть стервой“, является остроумным разбором нашей культурной неловкости с женской силой, сексуальной и так далее», и также похвалили сильных персонажей: «Острый взгляд [Райана Мёрфи] на роль женщины одновременно забавный и язвительно серьёзный». Cinema Blend дал эпизоду 4 звезды из 5, заявив: «Премьера сезона предлагает немного всего, что нам нравится в „Американской истории ужасов“, и в этом он не тянет никаких ударов, скручивая секс, насилие и кровь в злобно тёмное, но в целом очаровательное введение в следующую тёмную историю Райана Мёрфи и Брэда Фэлчака».
Эмили Вандерверфф из «The A.V. Club» дала эпизоду C+, сославшись на неопределённость в отношении тона программы, но надеясь, что остальная часть сезона будет хорошей. В завершении своей рецензии, она написала: «Да, мы смутно знаем, каким будет подход к шоу, и да, мы можем ожидать, что когда Лэнг и Полсон будут на экране, всё будет довольно хорошо. Но нам также остаётся задаться вопросом, должен ли этот минотавр быть пошлой шуткой или очень реальным ужасом, и понимает ли кто-нибудь из присутствующих, какая точка расхождения между двумя этими вещами».
Нил Гензлингер из «The New York Times» охарактеризовал эпизод как «эклектичный микс», который «хрипло рикошетит между весёлым лагерем и тупой жестокостью». Гензлингер отмечает, что благодаря актёрскому составу, такие радикальные сдвиги в этом эпизоде работают «особенно хорошо». В том же духе, Мэгги Ферлонг из «The Huffington Post» объявила эпизод «восхитительным», «забавным» и «доступным», с «более лёгким, более комедийным тоном», по сравнению с предыдущими сезонами шоу. Ракеш Сатьял из «Vulture» оценил эпизод на 4 звезды из 5, назвав его «остросюжетным, удовлетворительным эпизодом».